# 주디스 콜린스
주디스 앤 콜린스(영어: Judith Anne Collins, 1959년 2월 24일~)는 뉴질랜드의 정치인으로 2020년 7월 14일 이래 국민당 대표 겸 야권대표이다. 그는 제니 시플리 이후 두 번째 여성 국민당 대표이기도 하다. 2002년 이래 파파쿠라 선거구의 국회의원이며, 존 키, 빌 잉글리시 총리 밑에서 각종 장관직을 맡았다.
해밀턴에서 태어났으며, 마타마타 칼리지, 캔터베리 대학교, 오클랜드 대학교에서 수학했다. 정계 입문 전에는 상업 변호사로 근무했으며, 오클랜드 지역 법조사무회 부회장직을 맡았다. 1981년부터 1990년까지 4개의 로펌에서 사무 변호사로 근무했으며, 이후 자신만의 로펌을 개업해 10여년 가까이 근무했다. 1999년부터 2001년까지 뉴질랜드 공영주택의 이사로, 2000년부터 2002년까지 민터 엘리슨 러드 왓츠의 특별검사로 일하다가 2002년 총선에서 국회의원으로 당선되어 정계에 입문했다.
2008년 총선 이후 출범한 존 키 내각에서 경찰부, 교정부, 참전용사부 장관을 지냈다. 2011년 총선 이후 법무부 장관(법률위원회 담당), 상해보험사장, 민족부 장관을 지냈다. 내각에서 서열 5위, 여성으로서는 1위었으나, 2014년 8월 30일 중대사기수사국장의 권위를 약화시키려 했다는 폭로 이메일이 공개되면서 사임하게 되었다. 이후 무혐의로 결론이 나자 2015년 12월 내각으로 복귀했으나 2017년 총선에서 국민당이 패하면서 물러났다. 야당에 있으면서 각종 예비 장관직을 지내다가 2020년 7월 14일 토드 멀러의 후임 당대표로 선출되었다.

## 역대 선거 결과
| 선거명      | 직책명                     | 대수 | 정당            | 득표율 | 득표수   | 결과 | 당락                   |
| ----------- | -------------------------- | ---- | --------------- | ------ | -------- | ---- | ---------------------- |
| 2002년 선거 | 하원의원 (클레베돈 선거구) | 47대 | 뉴질랜드 국민당 | 37.69% | 11,627표 | 1위  | 클레베돈 하원의원 당선 |
| 2005년 선거 | 하원의원 (클레베돈 선거구) | 48대 | 뉴질랜드 국민당 | 59.24% | 21,828표 | 1위  | 클레베돈 하원의원 당선 |
| 2008년 선거 | 하원의원 (파파쿠라 선거구) | 49대 | 뉴질랜드 국민당 | 59.68% | 18,816표 | 1위  | 파파쿠라 하원의원 당선 |
| 2011년 선거 | 하원의원 (파파쿠라 선거구) | 50대 | 뉴질랜드 국민당 | 60.28% | 16,586표 | 1위  | 파파쿠라 하원의원 당선 |
| 2014년 선거 | 하원의원 (파파쿠라 선거구) | 51대 | 뉴질랜드 국민당 | 46.76% | 15,588표 | 1위  | 파파쿠라 하원의원 당선 |
| 2017년 선거 | 하원의원 (파파쿠라 선거구) | 52대 | 뉴질랜드 국민당 | 55.63% | 20,266표 | 1위  | 파파쿠라 하원의원 당선 |
| 2020년 선거 | 하원의원 (파파쿠라 선거구) | 53대 | 뉴질랜드 국민당 | 49.98% | 19,420표 | 1위  | 파파쿠라 하원의원 당선 |
| 2023년 선거 | 하원의원 (파파쿠라 선거구) | 54대 | 뉴질랜드 국민당 | 60.54% | 18,858표 | 1위  | 보터니 하원의원 당선   |